# Canon EF 28-70mm
Le EF 28-70mm f/2,8L est un zoom pour professionnel de monture EF, allant d'un grand angle à une focale normale. Il a été fabriqué par Canon entre 1993 et 2002, puis a été remplacé par le 24-70mm f/2,8L.

## Description
Cet objectif est considéré comme ayant d'excellents contraste et rendu de couleurs, ainsi qu'un très bon piqué.
Une particularité de l'objectif est son fût qui est en position longue à courte focale, ce qui est contraire aux habitudes. Cela permet d'optimiser l'utilisation du pare-soleil, habituellement adapté uniquement au plus grand angle d'un zoom : à courte focale, la lentille frontale est proche des bords du pare-soleil, et à focale normale, la lentille frontale est au fond et donc bien protégée des rayons lumineux obliques.